# Pierwsza palatalizacja słowiańska
Pierwsza palatalizacja słowiańska – prasłowiańska palatalizacja spółgłosek [k], [ɡ], [x] kolejno w [č'], [ž'], [š'], gdy poprzedzają samogłoski przednie oraz miękkie sonanty.

## Opis zjawiska
Prasłowiańskie spółgłoski miękkopodniebienne [k], [ɡ], [x] (które odpowiadają kolejno polskim [k], [ɡ], [ch]), gdy poprzedzają samogłoski przednie [i], [ь], [e], [ě], [ę] lub miękkie sonanty [ŕ̥] (*ьr) i [ĺ̥] (*ьl), przechodzą kolejno w [č'], [ž'], [š'] (które odpowiadają kolejno polskim [cz], [ż], [sz], lecz prasłowiańskie były miękkie). Ponadto w takich sytuacjach zbitki [sk] i [st] asymilują się w [šč'] (polskie [szcz]), a [zɡ] w [ždž'] (polskie [żdż]).
Niektórzy autorzy rozdzielają palatalizacje przed samogłoskami przednimi i palatalizację przed [j], podczas gdy inni uważają je za jeden proces.

### Refleksy
Początkowo refleksy pierwszej palatalizacji były miękkie i w niektórych językach słowiańskich pozostają takie do dziś. W języku rosyjskim ż i sz stwardniały w XIV wieku, ale cz zachowało swoją miękkość; w języku białoruskim i ukraińskim cz również stwardniało. Dawna miękkość jest odzwierciedlona w rosyjskiej ortografii przez pisownię żi i szi, chociaż wymawiane są jako ży i szy. Ponadto miękkość ż i sz przed samogłoskami przednimi jest nadal zachowana w dialektach kirowskich.
W języku polskim refleksy stwardniały już w XVI wieku.
Wynik palatalizacji [ɡ] > [ž'] zamiast [dž'] tłumaczy się tym, że afrykaty dźwięczne w całej historii języka prasłowiańskiego były niestabilne. Dlatego wkrótce po zakończeniu procesu palatalizacji [dž'] zostało uproszczone do [ž'].

### Etapy pośrednie
Według Augusta Leskiena proces przemiany przechodził według następującego schematu: [k] > [k'] > [k'x'] > [t'x'] > [t'š'] > [č’].
Aleksiej Szachmatow przedstawił krótszy proces:
- [k'] > [k’ћ’] > [č’];
- [ɡ’] > [ɡ’ђ’] > [dž’];
- [x’] > [š’];

Samuił Biernsztiejn uzupełnił go później i przedstawił w następującej formie:
- [k':] > [kћ'] > [ћ’] > [č’];
- [ɡ’:] > [ɡђ'] > [ђ’] > [dž’];
- [x’:] > [ɡś'] > [š'];

Stojko Stojkow krytykuje ten schemat, wskazując, że w bułgarskim dialekcie razłoskim, gdzie proces podobny do pierwszej palatalizacji zaszedł w XX wieku, istniał tylko jeden etap pośredni: [k] > [k'] > [č’]. Jest to schemat postulowany dla języka prasłowiańskiego przez Valerijusa Čekmonasa.

### Konsekwencje
Pierwsza palatalizacja wzbogaciła fonetykę języka prasłowiańskiego o cztery nowe dźwięki: /tʃʲ/, /ʒʲ/, /ʃʲ/, /dʒʲ/ i fonologię o trzy fonemy: [č], [ž], [š]. Według wielu badaczy fonologizacja [č], [ž], [š] nastąpiła po zmianie [ē] na [ā] po spółgłoskach miękkich.

### Przykłady
- [k] > [č’]:
  - pie. ‎*kʷetwóres ‘cztery’ > prasł. ‎*četyre > pol. cztery, ros. czetyre, bułg. czetiri[16];
  - pie. ‎*kr̥snós ‘czarny’ > prasł. ‎*kŕ̥šnъ > ‎*čŕ̥xnъ > ‎*čŕ̥nъ > pol. czarny, ros. czornyj, bułg. czeren[17];
  - prasł. ‎*paǫkъ ‘pająk’ + ‎*ina > ‎*paǫčina ‘pajęczyna’ > pol. pająk: pajęczyna, ros. pauk : dial. pauczina, słoweń.  pájek: pȃječina[18];
- [ɡ] > [ž']:
  - pie. ‎*gʷih₃wós ‘żywy’ > prasł. ‎*živъ > pol. żywy, ros. żywoj, bułg. żiw[19];
  - pie. ‎*gʷḗneh₂ ‘kobieta, żona’ > prasł. ‎*žena > pol. żona. ros. żena, bułg. żena[20];
  - pie. ‎*gʷʰéros ‘żar’ > prasł. ‎*žarъ > pol. żar, ros. żar, bułg. żar[21];
- [x] > [š']:
  - prasł. ‎*suxъ ‘suchy’ + ‎*-ja > ‎*suša ‘susza’ > pol. suchy : susza, ros. suchoj : susza, bułg. such : susza[22];
  - prasł. ‎*porxъ ‘proch’ + ‎*-iti > ‎*poršiti ‘kurzyć, posypywać’ > pol. proch : prószyć, ros. poroch : poroszytʹ, bułg. prach : prasza[23];
- [sk] > [šč']:
  - pie. ‎*h₁éskʷe > prasł. ‎*ešče ‘jeszcze’ > pol. jeszcze, ros. jeszczo, bułg. oszte[24];
  - prasł. ‎*luska ‘łuska’ + ‎*-iti > ‎*luščiti ‘łuskać’ > pol. łuska : łuszczyć, ros. łuska : łuszczitʹ, słoweń. lūska : luščīti[25];
- [st] > [šč']:
  - prasł.‎*gǫstъ ‘gęsty’ + ‎*-ja > ‎*gǫšča ‘coś gęstego’ > pol. gęsty : dial. gąszcza/gęszcza, ros. gustoj : guszcza, słoweń. gost : gošča[26];
  - prasł.‎*tĺ̥stъ ‘napęczniały, gruby’ + ‎*-ja > ‎*tĺ̥šča ‘napęcznienie, grubość’ > pol. tłusty : tłuszcza, ros. tołstyj : tołszcza, serb-chorw. tust : tušta[27];
- [zɡ] > [ždž']:
  - prasł. ‎*drozga ‘coś rozgniecionego; męty’ + ‎*-ьja > ‎*droždžьja ‘coś rozgniecionego; drożdze’ > st.pol. drożdża (dziś tylko lm. drożdże), ros. lm. drożżi, bułg. lm. drożdi[28].

## Chronologia
Pierwsza palatalizacja nastąpiła przed monoftongizacją dyftongów, co spowodowało drugą palatalizację.
Językoznawcy nie zgadzają się dokładnie co do datacji procesu. Tak więc Leszek Moszyński datował proces na początek n.e – II w. n.e., Arnošt Lamprecht na lata 400–475 (z dokładnością do 25 lat), Jurij Szewelow i Matej Šekli na V–VI w., a Marc L. Greenberg stwierdził, że proces ten miał miejsce w pierwszej połowie pierwszego tysiąclecia, osiągając kulminację w siódmym wieku naszej ery.

### Dane toponimiczne
Pierwsza palatalizacja była wciąż żywym procesem, gdy Słowianie osiedlili się w górnym dorzeczu Dniepru, gdzie zapożyczyli szereg nazw miejscowości od miejscowej ludności bałtyckiej: Vilkesa > Wołczesa, *Akesā > Oczosa, *Laṷkesā > Łuczosa, Merkinė > Merecz, *Gēdras (lit. giẽdras ‘czysty’) > Żadro, *Skērii̯ā > Szczara, a także później podczas kolonizacji ziem ugrofińskich, kiedy zapożyczono nazwy Iżorowie (est. Ingerimaa) i Sieliżarowka.
Jednocześnie pierwsza palatalizacja została zakończona do czasu zasiedlenia Peloponezu przez Słowian (VI-VII w.), gdzie zachowały się słowiańskie toponimy w greckim zapisie: gr. Sírakon < prasł. ‎*široko, Tsernílo < prasł. ‎*čьrnidlo, Moutsíla < prasł. ‎*močidlo, Tsernítsa < prasł. ‎*čьrnica, Tsirnaóra < prasł. ‎*čьrna gora, Zigobísti < prasł. ‎*žegovišče, Stroúza < prasł. ‎*stružija, Bersítsi < prasł. ‎*vьršcь.
Jeżeli nazwa jednego z praskich wzgórz, Žiži, pochodzi z języków germańskich (por. goc. sigis ‘zwycięstwo’), to w takim przypadku pierwsza palatalizacja była istotna w czasie zasiedlania Czech przez Słowian.

### Dane z zapożyczeń
Pierwsza palatalizacja znajduje odzwierciedlenie w wielu słowiańskich słowach zapożyczonych z języków germańskich:
- pragerm. ‎*hētuz, ‎*hētaz > prasł. ‎*šata, ‎*šatъ ‘odzienie, okrycie’ > pol. szata, ros. szata, czes. šat[36];
- pragerm. ‎*helmaz > prasł. ‎*šelmъ ‘hełm’ > st.pol. szłom, scs. šlěmŭ, st.rus. šelomŭ[37];

Biernsztiejn uważał, że w tym przypadku nie był to żywy proces fonetyczny, ale substytucja dźwięków, jak w Niczipor z greckiego Nikēphóros, a zanim te zapożyczenia zostały przeprowadzone, pierwsza palatalizacja już się zakończyła.
Pierwsza palatalizacja miała miejsce już w momencie zetknięcia się plemion słowiańskich z fińskimi. Świadczą o tym liczne fińskie zapożyczenia z języka prasłowiańskiego:
- prasł. ‎*žьrdь ‘żerdź’ > fiń. hirsi ‘kłoda’[31];
- prasł. ‎*ščuka ‘szczupak’ > fiń. hauki ‘szczupak’[39];

Sugeruje się, że istnieją fińskie slawizmy, zapożyczone przed pierwszą palatalizacją:
- prasł. ‎*jьgo ‘jarzmo’ (D. *jьžese) > prafiń. ‎*iges > fiń. ies (lm. ikeet) ‘jarzmo, igo’;
- prasł. ‎*čьmelь ‘trzmiel’ > prafiń. ‎*kimalainën > fiń. kimalainen ‘bombus’;

Jednakże Petri Kallio uważa, że prasłowiańskie dźwięki [č] i [dž] zostały zastąpione przez fińskie [k], podobnie jak w fińskich zapożyczeniach z języka lapońskiego.
Dane dotyczące slawizmów w języku greckim są zgodne z danymi dotyczącymi toponimów: zanim Słowianie zamieszkali na Peloponezie, pierwsza palatalizacja została już zakończona. Znajduje to odzwierciedlenie w greckich słowach:
- prasł. ‎*žaba ‘żaba’ > ngr. zámpa;
- prasł. ‎*merža ‘sieć rybacka’ (por. pol mrzeża) > ngr. mérza.

## Paralele

### W językach słowiańskich
W dialekcie razłoskim języka bułgarskiego w XX wieku (po 1915 r.) nastąpił proces podobny do pierwszej palatalizacji: [к’] /kʲ/ > [ч’] /tʃʲ/, [г’] /gʲ/ > [џ'] /dʒʲ/: ч’ѝсел ‘kwaśny’ (bułg. standard. кисел), ч’уфтѐ ‘kotlet’ (кюфте), кнѝџ’и ‘książki’ (книги), ерџ’ѐн ‘kawaler’ (ерген).
W Polsce w Borach Tucholskich i zachodniej Krajnie zaszedł proces zmiany [k’] i [ɡ’] w [ć] i [ʒ́]: ʒ́ipći (pol. standard. gibki), naʒ́e (nagie), ćeř (kierz).

### Poza językami słowiańskimi
- W dialekcie łaciny ludowej, która stanowiła podstawę języka włoskiego, rumuńskiego i retoromańskiego, dźwięki [k] i [ɡ] przed przednimi samogłoskami [e], [i] i [j] zmieniły się odpowiednio na /tʃ/ i /dʒ/, por. wł. cervo ['tʃɛrvo], rum. cerb [tʃerb] z łac. cervus [ˈkɛrwʊs] ‘jeleń’[43].
- W języku angielskim w średniowieczu [k], [ɡ] (przed samogłoskami przednimi oraz [j]) oraz [sk] (zawsze) zmieniły się odpowiednio na /tʃ/, /dʒ/ i /ʃ/, np. ċild > child [ˈtʃaɪld] ‘dziecko’, ecȝe > edge [edʒ] ‘krawędź’, fisc > fish [fɪʃ] ‘ryba’. Proces ten nazywany jest palatalizacją lub asybilacją[44].
- Praindoirańskie [k], [ɡ] i [ɡʰ] przed [ē], [e], [ī], [i] i [j] przechodzi kolejno w /tʃ/, /dʒ/ /dʒʰ/ (później dając /dʒ/ w językach irańskich i /h/ w językach indoaryjskich): pie. ‎*kʷetwóres > sans. ćatwarah ‘cztery’, pie. ‎*gʷih₃wós > sans. dźiwah ‘żywy’, pie. ‎*gʷʰénti > sans. hanti ‘uderzać’[45].
- Praormiańskie [k], [ɡ] i [ɡʰ] przed samogłoskami przednimi oraz przed [j] przechodziło kolejno w /tʃʰ/, /tʃ/, /dʒ/: pie. ‎*gʷʰéros > orm. dżerr ‘ciepły’, pie. ‎*gem- > orm. czim ‘ogłowie’, pie. ‎*kʷetwóres > orm. czors ‘cztery’. W armenistyce proces ten nazywany jest drugą palatalizacją[46].